# Parlament Kambodży

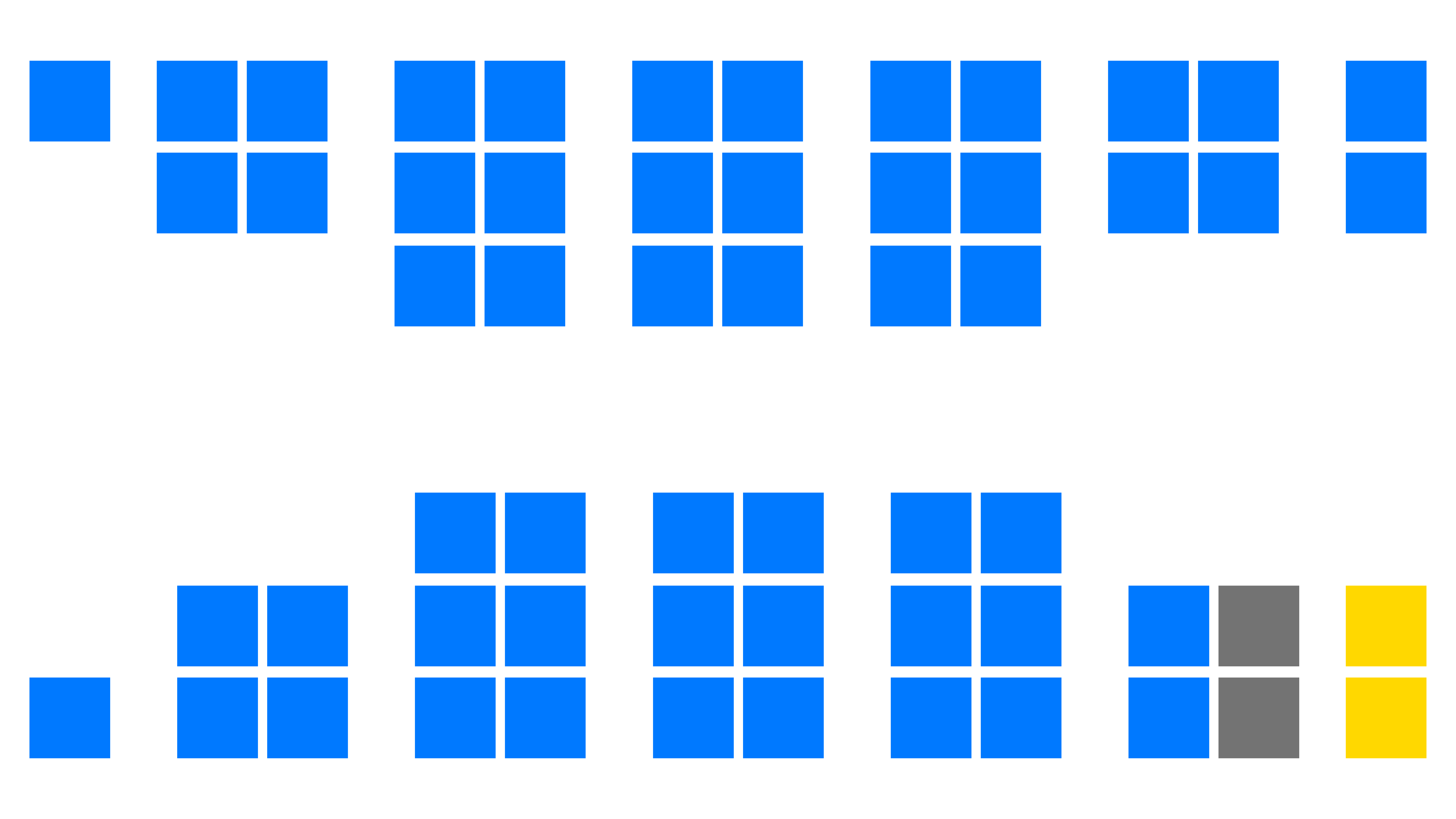
Parlament Kambodży

Parlament Kambodży - główny organ władzy ustawodawczej w Kambodży, składający się z dwóch izb. Zgromadzenie Narodowe składa się ze 123 deputowanych wybieranych na pięcioletnią kadencję w wielomandatowych okręgach wyborczych, z zastosowaniem ordynacji proporcjonalnej. Senat liczy 58 członków. Pięćdziesięciu czterech senatorów wybierają władze lokalne. Po dwóch wskazują król i Zgromadzenie Narodowe. 